# 田人町黒田
田人町黒田（たびとまち くろだ）は、福島県いわき市の大字である。郵便番号は974-0151。

## 地理
いわき市南西部の田人地区に属する。北田人町石住、遠野町大平、東で遠野町滝、山田町、南で田人町旅人、南西で田人町荷路夫、北西で田人町貝泊とそれぞれ隣接する。概ね町村制施行以前の菊多郡黒田村の流れを汲む地域である。二級水系鮫川右岸側に位置し、水系内の荷路夫川支流平草川や別当川、天ノ川流域などを主な範囲とする。域内の多くを山林が占め、川沿いの平地に水田が広がり、別当川と平草川に挟まれたあたりの平野部に集落が位置する。林業やこんにゃく栽培、酪農が盛んであった。また、品川黒田炭礦や三和炭礦が所在し、産出された石炭は架空索道により運搬され、近隣の山田地区から常磐線植田駅を経て鉄道輸送されていた。しかしいずれの産業も安価な輸入品に圧されたり、産業構造、消費行動の変化により衰退の一途をたどっていった。植田町内に所在するいわき南警察署及び田人町旅人に所在する勿来消防署田人分遣所がそれぞれ管轄にあたる。

### 主な字
字
- 川崎
- 久保
- 平草
- 天住
- 大久保
- 一ノ倉
- 台
- 中野
- 上ノ山

- 寺ノ下
- 掛橋
- 河内
- 別当
- 古屋敷
- 大沢
- 高内
- 戸ノ内
- 唐沢

- 高柴
- 斉道
- 支那志
- 湯ノ倉
- 塩ノ平
- 助右エ門沢
- 唐漉
- 赤仁田
- 八ツ葉

- 天ノ川
- 向畑
- 塩ノ本
- 下川
- 鈴ノ沢
- 瀬戸尻

### 山岳
- 御斉所山
- 愛宕山

### 河川
二級水系鮫川水系
- 鮫川
- 荷路夫川
  - 平草川
- 高柴川
- 別当川
  - 瀬戸尻川
  - 赤仁田川
  - 唐沢川
- 天ノ川
  - 宇津木沢川
  - 湯ノ倉川

## 歴史
- 1875年3月10日 - 元禄年間に村切りの措置で分けられていた泉藩領上黒田村と下黒田村が合併し黒田村となる[4][5]。
- 1879年1月27日 - 黒田村が福島県内における郡区町村制の施行により菊多郡の村となる[4]。
- 1889年4月1日 - 町村制の施行により黒田村が南大平村、旅人村と合併し田人村が発足する。旧黒田村域は田人村の大字となる。[4]。
- 1896年4月1日 - 菊多郡と周辺郡との合併により石城郡が発足し、石城郡田人村となる[4]。
- 1966年10月1日 - 田人村が平市・磐城市・常磐市・勿来市・内郷市、石城郡遠野町・四倉町・小川町・川前村・三和村・好間村、双葉郡久之浜町・大久村と合併しいわき市となり、いわき市田人地区の大字となる[4]。

## 世帯数と人口
2023年10月31日現在の世帯数と人口は以下の通りである。
| 大字       | 世帯数  | 人口  |
| ---------- | ------- | ----- |
| 田人町黒田 | 193世帯 | 468人 |

## 小・中学校の学区
市立小・中学校に通う場合、学区は以下の通りとなる。
| 番地 | 小学校               | 中学校               |
| ---- | -------------------- | -------------------- |
| 全域 | いわき市立田人小学校 | いわき市立田人中学校 |

## 交通

### 道路
- 福島県道71号勿来浅川線
- 福島県道134号皿貝勿来停車場線

## 施設
- いわき市立田人中学校
- いわき市立田人小学校
- 旅人浄水場
- 田人郵便局
- 品川白煉瓦黒田炭鉱跡
- 小高神社
- 熊野神社